# Eremulus rimosus
Eremulus rimosus är en kvalsterart som beskrevs av Tseng 1982. Eremulus rimosus ingår i släktet Eremulus och familjen Eremulidae. Inga underarter finns listade i Catalogue of Life.